# 禾克斯公園球場
禾克斯公園球場（意譯為“人民公园体育场”）是漢堡的主場球場。是12個舉行2006年世界盃決賽周的場地其中之一，在該球場舉行了四場分組賽及一場八強淘汰賽事。北方銀行竞技场也是歐洲足協的其中一個五星級足球場，可以舉行歐洲足協盃及歐洲聯賽冠軍盃決賽賽事。球場草地的底下提供加熱器，可於冬天進行足球賽事，場內共有22個位置擺放攝像機，為電視觀眾提供多個位置觀賞賽事，是世界上其中一座最具現代化的足球場。球場也是2009-10賽季歐洲聯賽決賽的舉辦地。
1963年漢堡獲選加入德甲後才從舊球場  遷入較大及設施較好的禾克斯公園球場。漢堡在德甲取得輝煌的成績，分別獲得1979年、1982年及1983年三屆冠軍。1998年漢堡決定將整個老化的球場拆卸，重建為現代化的新球場以迎接世界盃，在1998年4月30日獲得批准興建，估計耗資約1億歐元，新球場作90度轉向令看台有更好的觀賞角度及日光照射，取消田徑跑道拉近觀眾席與比賽草坪距離，除足球比賽外亦可安排舉行音樂會。球場平日球會比賽的比賽容量為55,000，國際比賽時北看台的立席改為座席時可容納50,000名觀眾。2000年球場揭幕戰由德國隊對希臘隊，主隊以2-0獲勝。2001年美國大型媒體公司美國線上時代華納（Time Warner Inc.）以3千萬馬克買下球場五年的命名權，更名美国在线竞技场（AOL Arena）。2004年漢堡隊博物館揭幕。
「美国在线竞技场」的命名權於2006年屆滿而沒有行使優先續約權。2007年3月29日「北方银行」（HSH Nordbank）以2,500萬歐元取得6年的命名權，更名北方银行竞技场。

## 圖集

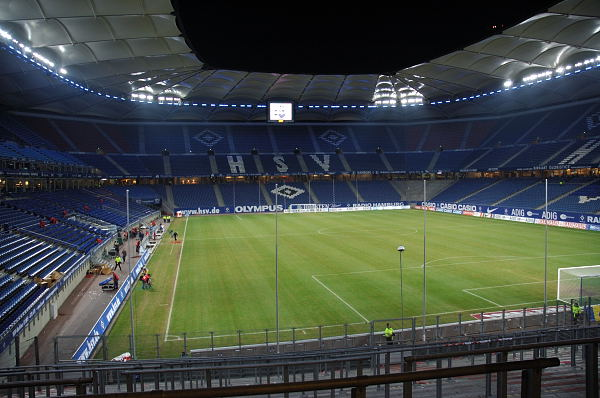
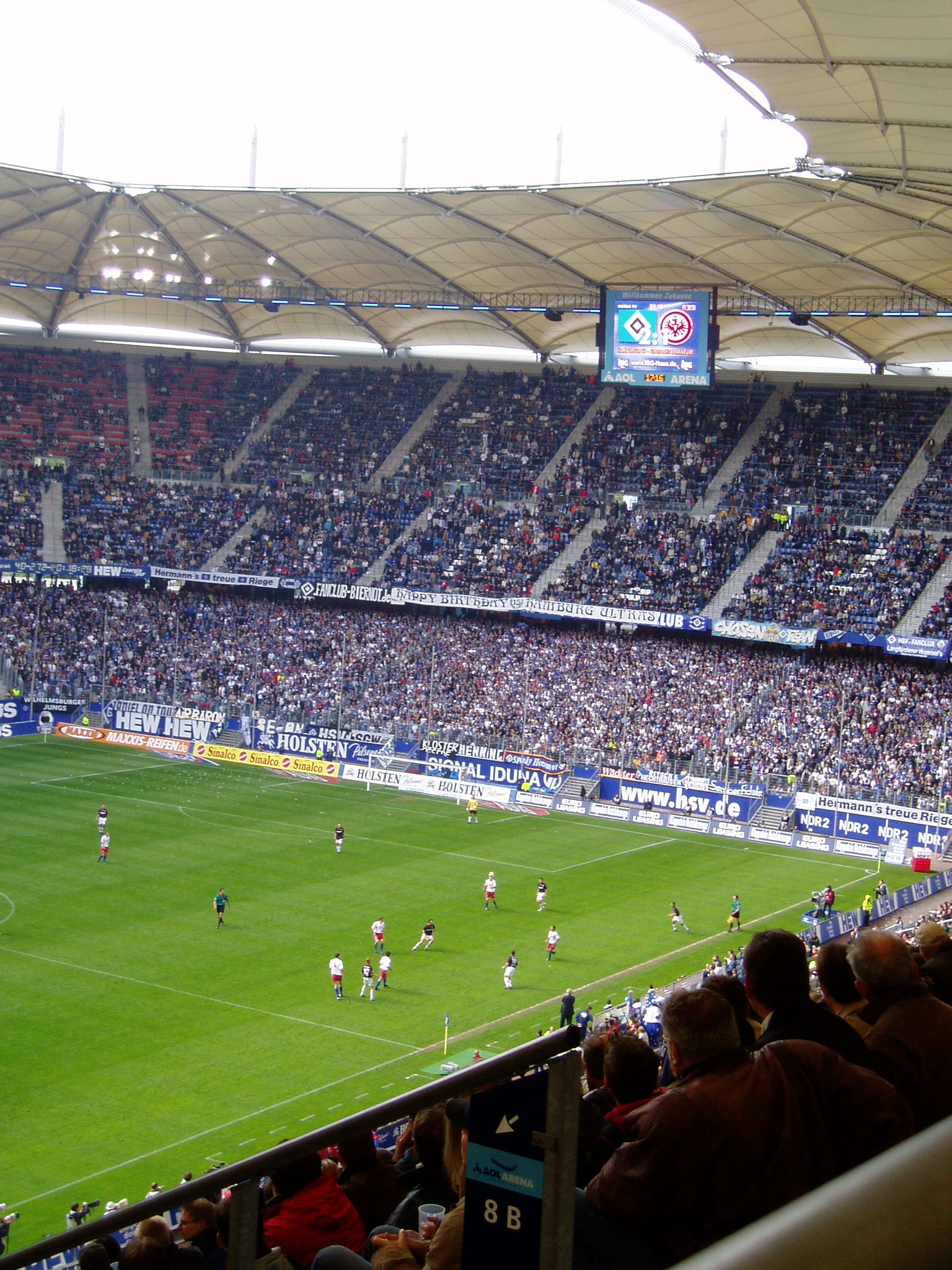
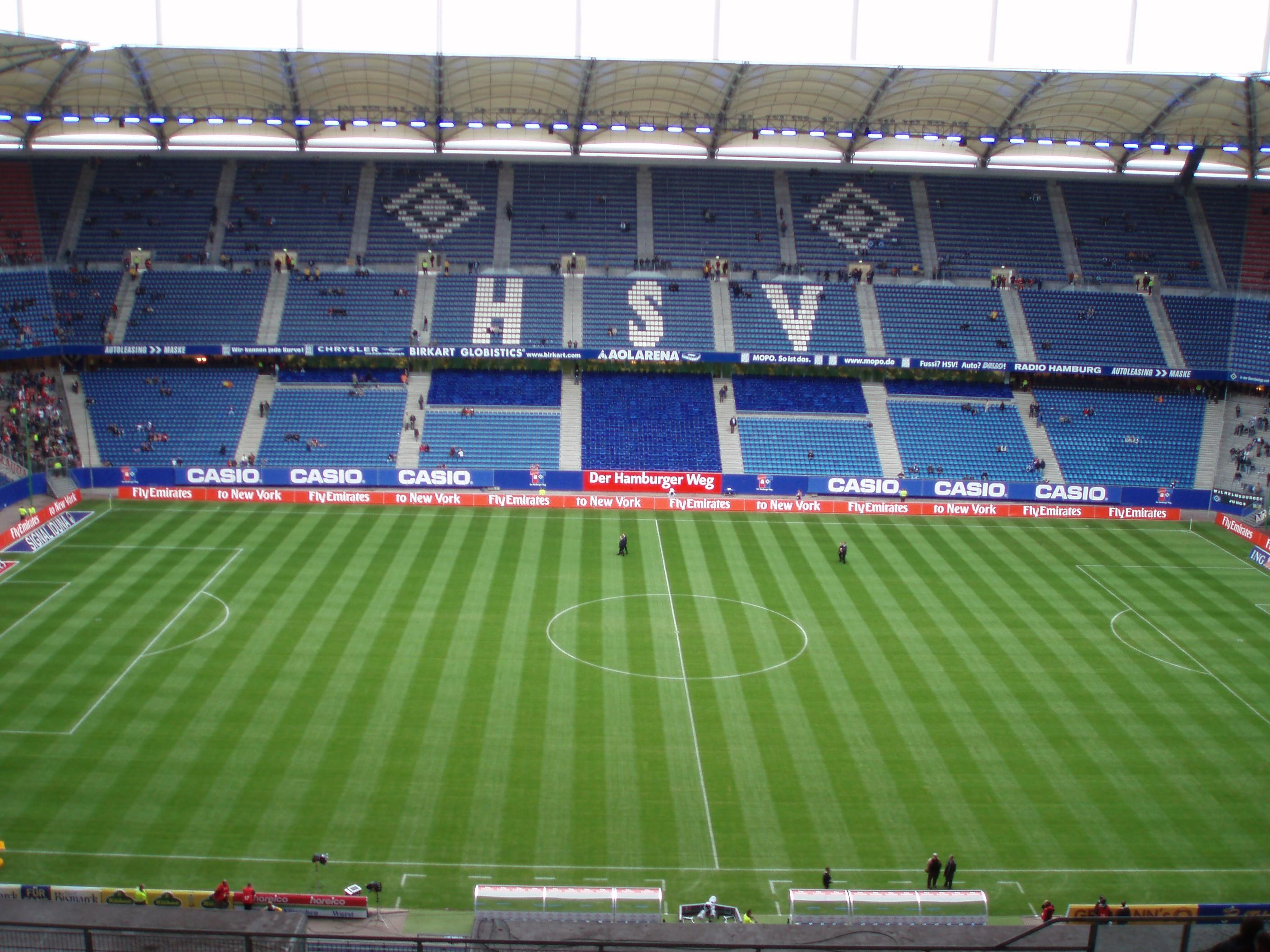
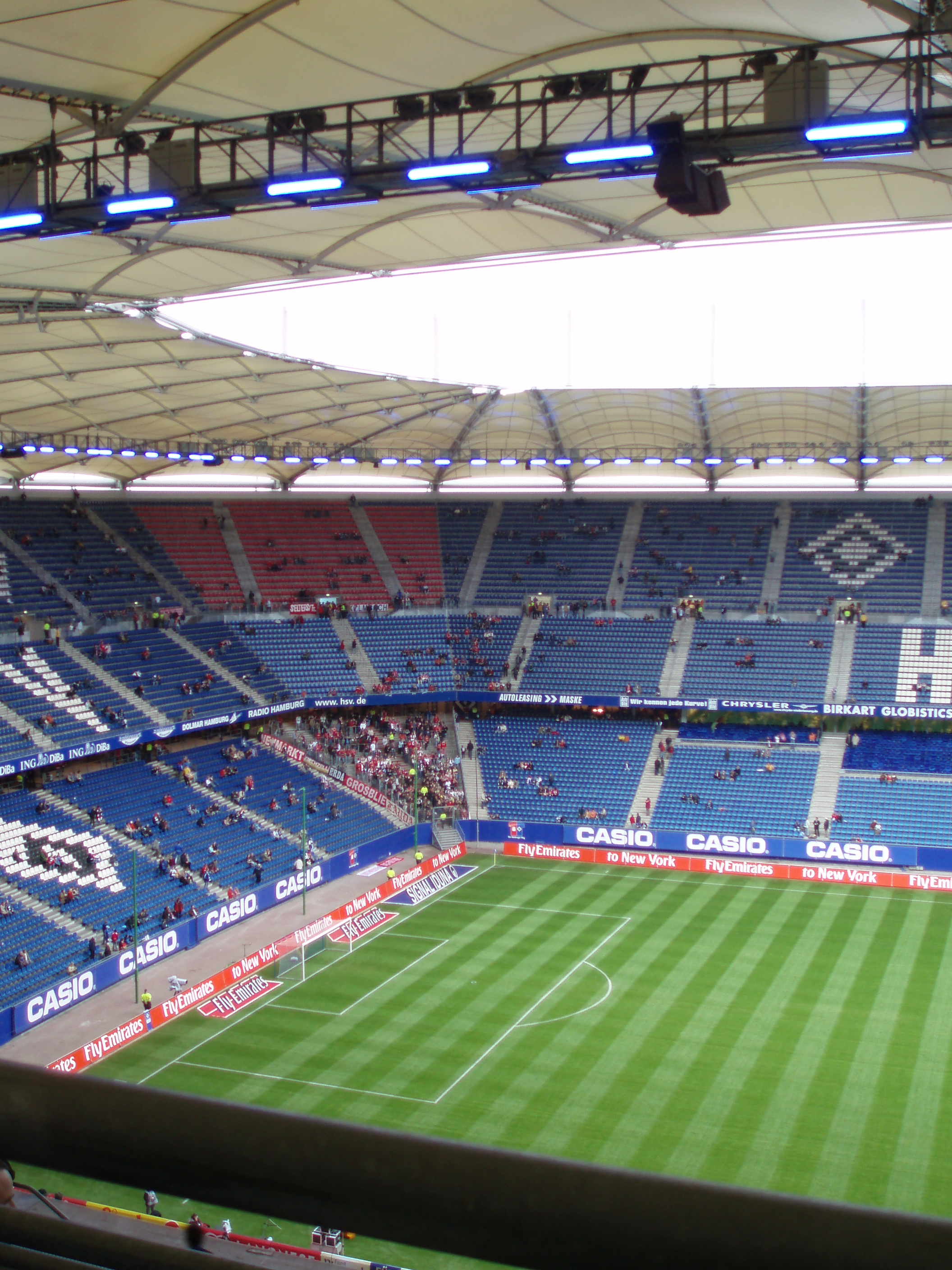
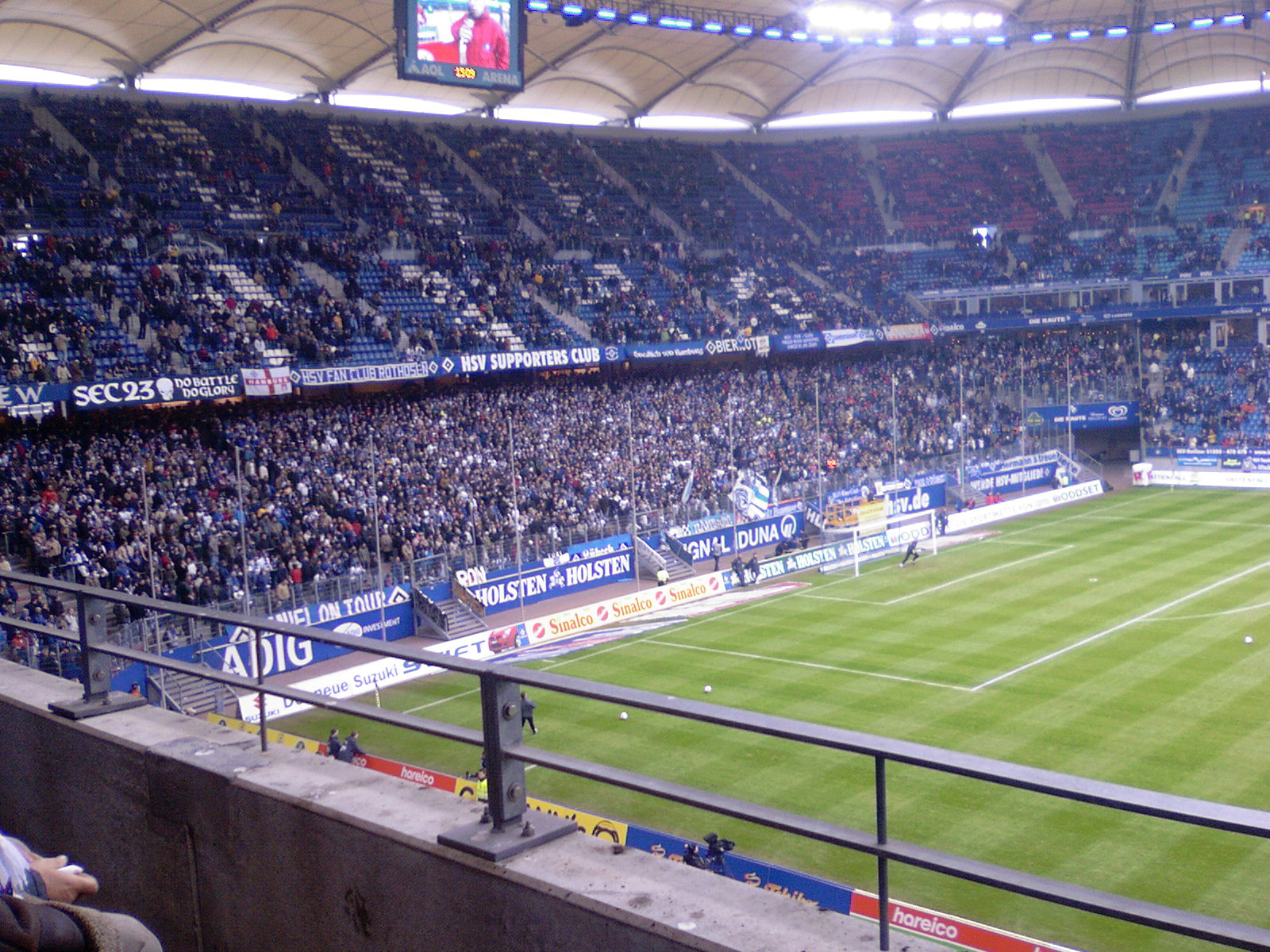
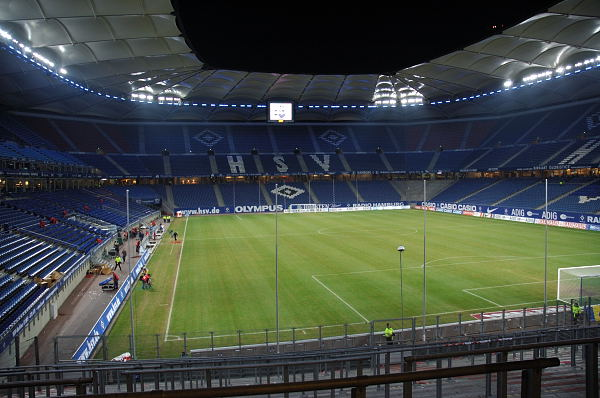
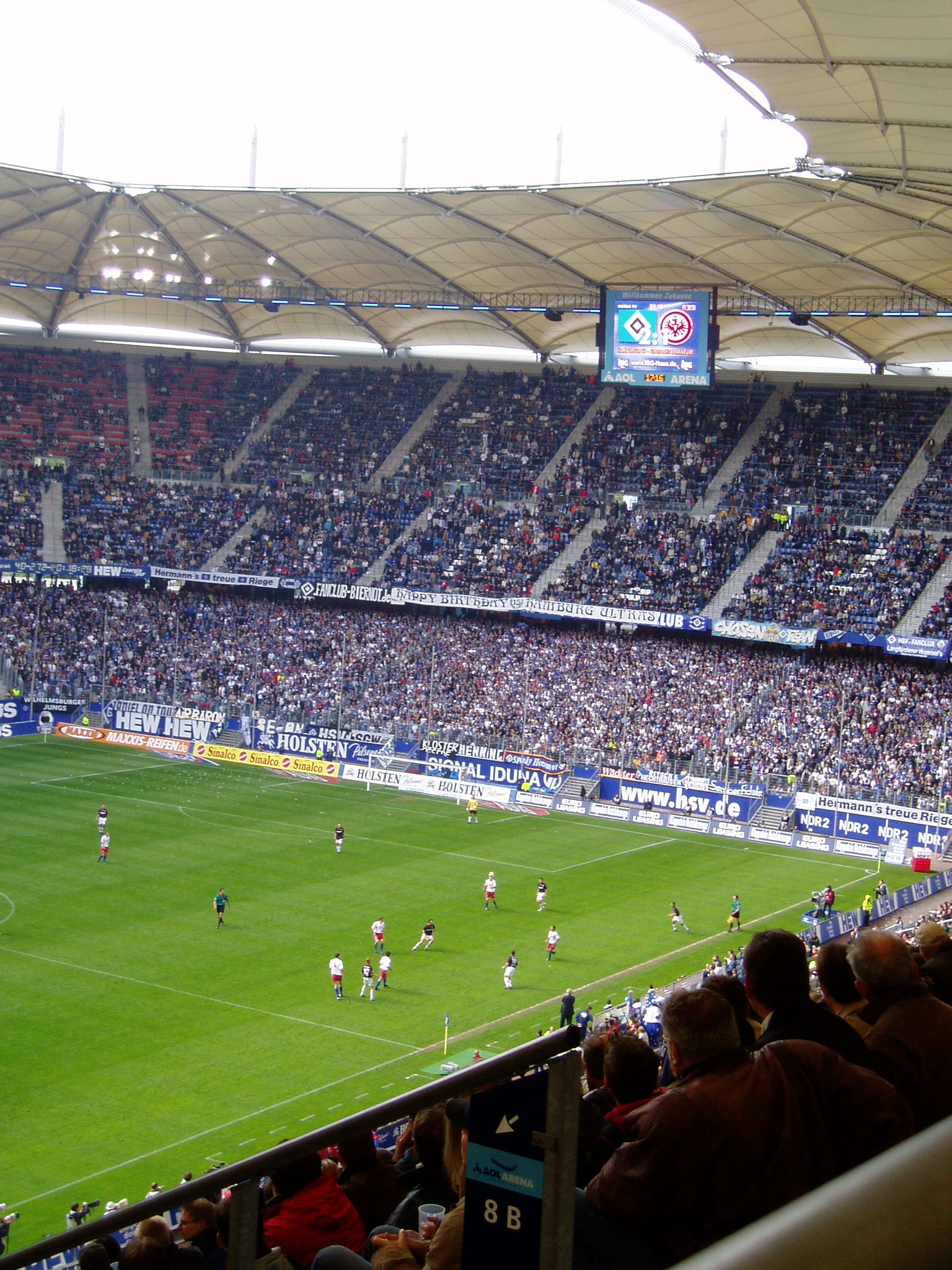

## 外部連結
- 美国在线竞技场官方網站 （页面存档备份，存于）
- 球場導覽 （页面存档备份，存于）
- BBC世界盃球場：漢堡 （页面存档备份，存于）
- 圖片 禾克斯公園球場